# Selección femenina de fútbol de China Taipéi
La selección de fútbol femenino de China Taipéi (en chino tradicional, 中華台北男子足球代表隊; en chino simplificado, 中华台北男子足球代表隊; pinyin, Zhōnghuá táiběi nánzǐ zúqiú dàibiǎo duì), conocida coloquialmente como selección de fútbol femenino de Taiwán o selección de fútbol femenino de la República de China, es el equipo femenino representativo de la República de China, popularmente conocida como Taiwán, en las competiciones deportivas oficiales. Su organización está a cargo de la Asociación de Fútbol de China Taipéi, perteneciente a la AFC, aunque anteriormente lo fue de la OFC.
Compite bajo la denominación de China Taipéi en casi todos los deportes y Juegos Olímpicos, forzado por las exigencias de la República Popular China hacia los organismos internacionales para evitar cualquier tipo de trato que pudiese sugerir la independencia de la República de China. Además, debe conformarse con participar con una bandera inventada por dichos organismos para tal efecto. Por su parte, el gobierno ayuda a los deportistas que triunfaron en el exterior.
Su mejor resultado a nivel mundial fue llegar a los cuartos de final en la Copa Mundial Femenina de Fútbol de 1991, siendo vencido en esta etapa por Estados Unidos por 7 a 0. A nivel continental, ganó tres veces la Copa Asiática y dos el Campeonato Femenino de la OFC, cuando estuvo afiliada a esta confederación.

## Estadísticas

### Copa Mundial Femenina de Fútbol
| Edición | Resultado        | Posición       | PJ             | PG             | PE             | PP             | GF             | GC             |
| ------- | ---------------- | -------------- | -------------- | -------------- | -------------- | -------------- | -------------- | -------------- |
| 1991    | Cuartos de final | 8.º            | 4              | 1              | 0              | 3              | 2              | 15             |
| 1995    | No clasificó     | No clasificó   | No clasificó   | No clasificó   | No clasificó   | No clasificó   | No clasificó   | No clasificó   |
| 1999    | No clasificó     | No clasificó   | No clasificó   | No clasificó   | No clasificó   | No clasificó   | No clasificó   | No clasificó   |
| 2003    | No clasificó     | No clasificó   | No clasificó   | No clasificó   | No clasificó   | No clasificó   | No clasificó   | No clasificó   |
| 2007    | No clasificó     | No clasificó   | No clasificó   | No clasificó   | No clasificó   | No clasificó   | No clasificó   | No clasificó   |
| 2011    | No clasificó     | No clasificó   | No clasificó   | No clasificó   | No clasificó   | No clasificó   | No clasificó   | No clasificó   |
| 2015    | No clasificó     | No clasificó   | No clasificó   | No clasificó   | No clasificó   | No clasificó   | No clasificó   | No clasificó   |
| 2019    | No clasificó     | No clasificó   | No clasificó   | No clasificó   | No clasificó   | No clasificó   | No clasificó   | No clasificó   |
| 2023    | No clasificó     | No clasificó   | No clasificó   | No clasificó   | No clasificó   | No clasificó   | No clasificó   | No clasificó   |
| 2027    | Por disputarse   | Por disputarse | Por disputarse | Por disputarse | Por disputarse | Por disputarse | Por disputarse | Por disputarse |
| Total   | 1/9              | 32.º           | 4              | 1              | 0              | 3              | 2              | 15             |

### Copa Asiática Femenina de la AFC
| Edición | Resultado               | Posición                | PJ                      | PG                      | PE                      | PP                      | GF                      | GC                      |
| ------- | ----------------------- | ----------------------- | ----------------------- | ----------------------- | ----------------------- | ----------------------- | ----------------------- | ----------------------- |
| 1975    | No existía la selección | No existía la selección | No existía la selección | No existía la selección | No existía la selección | No existía la selección | No existía la selección | No existía la selección |
| 1977    | Campeón                 | 1.º                     | 4                       | 4                       | 0                       | 0                       | 16                      | 0                       |
| 1979    | Campeón                 | 1.º                     | 7                       | 7                       | 0                       | 0                       | 19                      | 0                       |
| 1981    | Campeón                 | 1.º                     | 5                       | 5                       | 0                       | 0                       | 20                      | 0                       |
| 1983    | No participó            | No participó            | No participó            | No participó            | No participó            | No participó            | No participó            | No participó            |
| 1986    | No participó            | No participó            | No participó            | No participó            | No participó            | No participó            | No participó            | No participó            |
| 1989    | Subcampeón              | 2.º                     | 5                       | 3                       | 0                       | 2                       | 9                       | 3                       |
| 1991    | Tercer lugar            | 3.º                     | 5                       | 1                       | 3                       | 1                       | 9                       | 3                       |
| 1993    | Cuarto lugar            | 4.º                     | 5                       | 2                       | 0                       | 3                       | 15                      | 11                      |
| 1995    | Tercer lugar            | 3.º                     | 4                       | 2                       | 1                       | 1                       | 11                      | 3                       |
| 1997    | Cuarto lugar            | 4.º                     | 4                       | 2                       | 0                       | 2                       | 7                       | 12                      |
| 1999    | Subcampeón              | 2.º                     | 6                       | 4                       | 1                       | 1                       | 25                      | 5                       |
| 2001    | Fase de grupos          | 5.º                     | 4                       | 3                       | 0                       | 1                       | 24                      | 1                       |
| 2003    | Fase de grupos          | 6.º                     | 4                       | 2                       | 1                       | 1                       | 7                       | 7                       |
| 2006    | Fase de grupos          | 8.º                     | 3                       | 0                       | 0                       | 3                       | 1                       | 14                      |
| 2008    | Fase de grupos          | 8.º                     | 3                       | 0                       | 0                       | 3                       | 0                       | 17                      |
| 2010    | No clasificó            | No clasificó            | No clasificó            | No clasificó            | No clasificó            | No clasificó            | No clasificó            | No clasificó            |
| 2014    | No clasificó            | No clasificó            | No clasificó            | No clasificó            | No clasificó            | No clasificó            | No clasificó            | No clasificó            |
| 2018    | No clasificó            | No clasificó            | No clasificó            | No clasificó            | No clasificó            | No clasificó            | No clasificó            | No clasificó            |
| 2022    | Cuartos de final        | 7.º                     | 5                       | 2                       | 1                       | 2                       | 10                      | 7                       |
| Total   | 14/20                   | 3.º                     | 64                      | 37                      | 7                       | 20                      | 173                     | 83                      |

### Copa de Naciones Femenina de la OFC
- China Taipéi dejó la OFC a finales de 1989.

| Edición | Resultado    | Posición     | PJ           | PG           | PE           | PP           | GF           | GC           |
| ------- | ------------ | ------------ | ------------ | ------------ | ------------ | ------------ | ------------ | ------------ |
| 1983    | No participó | No participó | No participó | No participó | No participó | No participó | No participó | No participó |
| 1986    | Campeón      | 1.º          | 4            | 4            | 0            | 0            | 8            | 2            |
| 1989    | Campeón      | 1.º          | 5            | 4            | 0            | 1            | 15           | 3            |
| Total   | 2/3          | 4.º          | 9            | 8            | 0            | 1            | 23           | 5            |

## Últimos y próximos encuentros
Actualizado al último partido jugado el 4 de agosto de 2024
| Fecha      | Ciudad  | Local           | Resultado | Visitante    | Competición                      |
| ---------- | ------- | --------------- | --------- | ------------ | -------------------------------- |
| 26-10-2023 | Perth   | Filipinas       | 4:1       | China Taipéi | Torneo Preolímpico Femenino 2024 |
| 29-10-2023 | Perth   | China Taipéi    | 0:0       | Irán         | Torneo Preolímpico Femenino 2024 |
| 01-11-2023 | Perth   | China Taipéi    | 0:3       | Australia    | Torneo Preolímpico Femenino 2024 |
| 29-11-2023 | Zhuhai  | Macao           | 0:16      | China Taipéi | Campeonato Femenino EAFF 2023    |
| 04-12-2023 | Zhuhai  | China Taipéi    | 3:0       | Guam         | Campeonato Femenino EAFF 2023    |
| 07-12-2023 | Taipa   | Corea del Norte | 5:0       | China Taipéi | Campeonato Femenino EAFF 2023    |
| 31-05-2024 | Dhaka   | Bangladés       | 0:4       | China Taipéi | Partido amistoso                 |
| 03-06-2024 | Dhaka   | Bangladés       | 0:1       | China Taipéi | Partido amistoso                 |
| 04-08-2024 | Bangkok | Tailandia       | 2:1       | China Taipéi | Partido amistoso                 |